# محمدظاهر اغبر
محمدظاهر اغبر (زادهٔ ۱۹۶۴)  دیپلمات و افسر پلیس اهل افغانستان است. وی در حال حاضر به عنوان سفیر افغانستان در تاجیکستان فعاليت می‌کند.

## اوایل زندگی
محمد ظاهر اغبر در سال ۱۹۶۲ در ولایت ننگرهار متولد شد.

## حرفه دیپلماتیک
فعالیت دیپلماتیک اغبر در سال ۲۰۱۸ آغاز شد. زمانی که وی به عنوان سر کنسول در آلمان منصوب شد. وی‌ بعداً سفير افغانستان در تاجیکستان شد و استوارنامه خود را در ۲۰ فوریهٔ ۲۰۲۰ ارائه کرد.

### حمله طالبان
پس از سقوط کابل به دست طالبان در  ۱۵ اوت ۲۰۲۱ اغبر به جبههٔ مقاومت ملی افغانستان در پنجشیر پیوست. او همچنین فرار اشرف غنی را محکوم کرد.